# Malnutrición

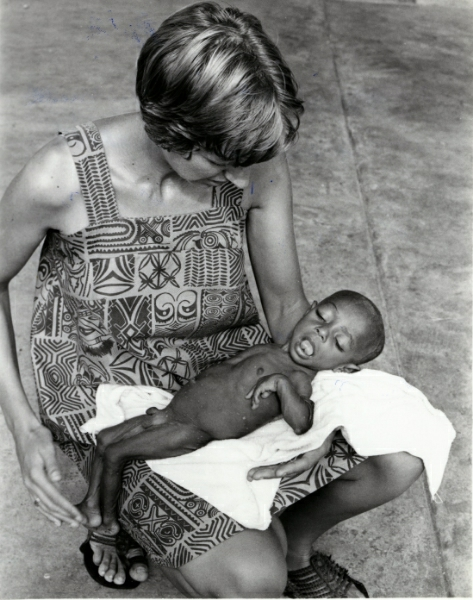
Marian Cast, nutricionista de IVS, con un niño desnutrido en Papua Nueva Guinea, 1978

La malnutrición es el estado que aparece como resultado de una dieta desequilibrada, en la cual hay nutrientes que faltan, o de los cuales hay un exceso, o cuya ingesta se da en la proporción errónea. Puede tener como causa también la sobrealimentación.
Una de las principales causas de malnutrición en los países desarrollados y en vías de desarrollo es la simplificación general de las dietas, que se basan principalmente en hidratos de carbono refinados (procedentes del trigo, el arroz y el azúcar), grasas y aceites procesados. Estos "alimentos modernos" han desplazado, descuidado y relegado al olvido a los alimentos tradicionales y autóctonos, los cuales son generalmente más nutritivos.
Pueden surgir diferentes desórdenes nutricionales, dependiendo de qué nutrientes son infra o sobreutilizados en la dieta.
La Organización Mundial de la Salud define la Desnutrición como la mayor amenaza individual a la salud pública mundial. La mejora de la nutrición es vista de modo amplio como la forma de ayuda más efectiva. Entre las medidas de emergencia para aliviar la malnutrición se encuentra el suministro de los micronutrientes deficitarios a través de sobres de polvo fortalecido, o mediante crema de cacahuete, o directamente a través de suplementos. El modelo de alivio del hambre seguido por diferentes agencias humanitarias demanda de modo cada vez más frecuente el suministro de vales o dinero en metálico a las personas malnutridas o que sufren una situación de hambre, de modo que puedan comprar el alimento a los agricultores locales en vez de adquirir comida de países donantes, ya que esta segunda opción supone un gasto ineficaz de dinero o de transporte.
Entre las medidas a largo plazo para solucionar la Desnutrición están la inversión en agricultura moderna en aquellos lugares en los que se produce una falta de esta, y ello a través del desarrollo de los fertilizantes y de la irrigación, medios que en gran medida permitieron erradicar el hambre en el mundo desarrollado. No obstante, los programas del Banco Mundial suelen restringir los subsidios públicos de los gobiernos locales a los agricultores y el uso de fertilizantes es contestado por algunos grupos de defensa del medio ambiente. La erradicación de todas las formas de malnutrición es uno de los Objetivos de Desarrollo Sostenible (ODS). En particular, el ODS 2, "Hambre cero", establece metas específicas para poner fin al hambre, lograr la seguridad alimentaria, mejorar la nutrición y promover la agricultura sostenible de aquí a 2030.

## Efectos

### Mortalidad
De acuerdo a Jean Ziegler (Relator Especial de Naciones Unidas en Derecho al Alimento desde 2000 hasta marzo de 2008), la mortalidad causada por la Desnutrición representó el 58 % sobre la mortalidad total de 2006. "En 2006, más de 36 mil personas murieron de hambre o de enfermedades derivadas de déficits en micronutrientes".
De acuerdo a la Organización Mundial de la Salud, la Desnutrición es de lejos la mayor causa de mortalidad infantil, presente en la mitad de todos los casos. Seis millones de niños mueren de hambre cada año. Los nacimientos con peso bajo y restricciones intra uterinas causan 2.2 millones de muertes infantiles al año. La limitada o inexistente lactancia causa otros 1.4 millones. Otras deficiencias, como la falta de vitamina A o zinc, por ejemplo, representan un millón. La malnutrición en los primeros dos años de vida es irreversible. Un niño malnutrido crece con un estado de salud y logros educativos menores. En general, sus propios hijos también tienden a ser más pequeños. Anteriormente, la malnutrición se veía como algo que exacerbaba los problemas de enfermedades como sarampión, neumonía y diarrea. Actualmente, se considera que la malnutrición realmente es la causa de esas enfermedades también, y puede ser fatal por sí misma.

### Consecuencias
La malnutrición incrementa el riesgo de infección y de enfermedades contagiosas. Por ejemplo, es un factor de riesgo importante en el comienzo de la tuberculosis activa. En comunidades o áreas en las que se produce ausencia de agua potable apta para el consumo humano, estos riesgos adicionales a la salud presentan un problema crítico. La disminución de la energía y un funcionamiento dañado del cerebro también forman parte de la espiral respectiva de la malnutrición, dado que sus víctimas son menos capaces de llevar a cabo las labores necesarias para adquirir alimento, ganar un sueldo o recibir una educación.
| Nutrientes               | Deficiencia                                                                                     | Exceso                                                                                        |
| ------------------------ | ----------------------------------------------------------------------------------------------- | --------------------------------------------------------------------------------------------- |
| Energía de los alimentos | Inanición, marasmo                                                                              | Obesidad, diabetes mellitus, enfermedades cardiovasculares                                    |
| Monosacáridos            | Ninguna                                                                                         | Diabetes mellitus, Obesidad                                                                   |
| Polisacáridos            | Ninguna                                                                                         | Obesidad                                                                                      |
| Ácido graso saturado     | Bajos niveles de hormonas sexuales                                                              | Enfermedades cardiovasculares                                                                 |
| Ácido graso trans        | Ninguna                                                                                         | Enfermedades cardiovasculares                                                                 |
| Ácido graso insaturado   | Ninguna                                                                                         | Obesidad                                                                                      |
| Grasa                    | Mal absorción de vitaminas solubles en grasas, mal de Caribou (si la toma de proteínas es alta) | Enfermedades cardiovasculares (según algunos estudios)                                        |
| Ácido graso omega 3      | Enfermedades cardiovasculares                                                                   | Hemorragias                                                                                   |
| Ácidos grasos omega 6    | Ninguna                                                                                         | Enfermedades cardiovasculares, cáncer                                                         |
| Colesterol               | Ninguna                                                                                         | Enfermedades cardiovasculares                                                                 |
| Proteína                 | Kwashiorkor                                                                                     | Mal de Caribou                                                                                |
| Sodio                    | Hiponatremia                                                                                    | Hipernatremia, hipertensión arterial                                                          |
| Hierro                   | Ferropenia: Anemia                                                                              | Cirrosis, cardiopatía                                                                         |
| Yodo                     | Deficiencia de yodo: bocio, Hipotiroidismo                                                      | Toxicidad de yodo (bocio, hipotiroidismo)                                                     |
| Vitamina A               | Deficiencia de vitamina A: Xeroftalmia y cegera nocturna, bajos niveles de testosterona         | Hipervitaminosis A (cirrosis, pérdida de cabello)                                             |
| Vitamina B1              | Beriberi                                                                                        |                                                                                               |
| Vitamina B2              | Ariboflavinosis: rotura de la piel y úlcera de córnea                                           |                                                                                               |
| Vitamina B3              | Pelagra                                                                                         | Dispepsia, trastornos del ritmo cardíaco, defectos de nacimiento                              |
| Vitamina B12             | Anemia perniciosa                                                                               |                                                                                               |
| Vitamina C               | Escorbuto                                                                                       | Diarrea, causando deshidratación                                                              |
| Vitamina D               | Raquitismo                                                                                      | Hipervitaminosis D (deshidratación, vomitos, catarro)                                         |
| Vitamina E               | Trastornos nerviosos                                                                            | Hipervitaminosis E (anticoagulante: hemorragias excesivas)                                    |
| Vitamina K               | Deficiencia de vitamina K: hemorragia                                                           |                                                                                               |
| Calcio                   | Osteoporosis, tetania, signo de Trousseau, laringoespasmo, trastornos del ritmo cardíaco        | Fatiga, depresión, confusión, anorexia, náusea, vomito, estreñimiento, pancreatitis, poliuria |
| Magnesio                 | Deficiencia de magnesio: hipertensión arterial                                                  | Debilidad, náusea, vomito, diarrea, respiración agitada e hipotensión                         |
| Potasio                  | Hipopotasemia, trastornos del ritmo cardíaco                                                    | Hiperpotasemia, palpitación                                                                   |
| Boro                     | Deficiencia de boro                                                                             |                                                                                               |
| Manganeso                | Deficiencia de manganeso                                                                        |                                                                                               |

### Psicológicos
La malnutrición, en la forma de deficiencia de yodo, es la "forma prevenible más común de daños mentales en todo el mundo.". Incluso la deficiencia de yodo moderada, especialmente en mujeres embarazadas y niños, reduce la inteligencia por entre 10 y 15 puntos I.Q., eliminando un incalculable potencial para el desarrollo de un país.

### Cáncer
El cáncer es actualmente común en los países en desarrollo. De acuerdo a un estudio de la Agencia Internacional para la Investigación del Cáncer, "en el mundo en desarrollo, el cáncer de hígado, estómago y esófago eran más comunes, con frecuencia vinculados al consumo de alimentos cancerígenos, como la comida ahumada o salada, y a infecciones de parásitos que atacan órganos". Las tasas de cáncer de pulmón aumentan rápidamente en los países más pobres como consecuencia del aumento del uso del tabaco. Los países desarrollados "tendrían a tener cánceres relacionados con un "estilo de vida occidental" (colon, recto, mama y próstata) que pueden ser causados por la obesidad, la falta de ejercicio, la dieta y la edad".

### Hiponatremia
La toma excesiva de agua, sin recuperación de sales de sodio y potasio, lleva a la hiponatremia, lo que puede consecutivamente conducir a la hiperhidratación a niveles peligrosos. Un caso conocido ocurrió en 2007, cuando Jennifer Strange murió participando en un concurso de beber agua. De modo más común, esta situación se da durante competiciones de resistencia en largas distancias (como maratón y triatlón) y causa relajación mental, dolor de cabeza, debilidad y confusión. En casos extremos, puede llevar al coma, convulsiones y la muerte.

## Causas de la malnutrición
Entre las principales causas de la malnutrición se encuentran la pobreza y los precio de los alimentos, las prácticas alimenticias y la productividad agrícola, siendo multitud de casos individuales causados por una mezcla de varios factores. La malnutrición puede ser también consecuencia de otras cuestiones sanitarias como enfermedades que afectan al intestino, principalmente la enfermedad celíaca o la enfermedad de Crohn, ciertas enfermedades crónicas, especialmente la pandemia de VIH/sida, o la malnutrición clínica, como en el caso de la caquexia.

### Pobreza y precio de los alimentos
La escasez de alimentos puede ser un factor que contribuya a la malnutrición en países con falta de tecnología. La FAO estima que el 80 % de niños malnutridos viven en el mundo en desarrollo, en países que a pesar de ello producen suficientes superávits de alimento como para alimentarlos. El economista Amartya Sen observó que, en décadas recientes, el hambre tenía siempre que ver con problemas de distribución del alimento y/o pobreza, aunque hubiera suficiente alimento para alimentar a toda la población en el mundo. Estableció que la malnutrición y el hambre estaban especialmente relacionados con problemas en la disponibilidad y distribución de alimentos, así como con el poder adquisitivo.
Se ha argumentado que la especulación con materias primas ha incrementado el coste de la comida. Cuando la burbuja inmobiliaria en Estados Unidos estaba colapsando, se ha afirmado que trillones de dólares se dirigieron hacia inversiones en alimentos y materias primas, lo que provocó la crisis alimentaria mundial de 2007-2008.
La utilización de biocombustibles como relevo para los combustibles tradicionales también puede tener como efecto la disminución de la oferta de alimento y el incremento del precio de los alimentos. El relator especial de Naciones Unidas en el derecho al alimento, Jean Ziegler, propone que los desechos agrícolas, y no los propios cultivos, sean utilizados como combustible.

### Prácticas alimenticias
La falta de lactancia puede derivar en malnutrición en niños. Las posibles causas de este problema en el mundo en desarrollo pueden deberse a que la familia media piensa que la leche embotellada es mejor para la alimentación de los bebés. La OMS dice que las madres abandonan la lactancia porque no saben cómo hacer que su bebé mame correctamente o porque sufren molestias o incomodidades.
Basar de modo excesivo, la dieta de una persona en una sola fuente de alimento, como en el caso de una alimentación basada casi exclusivamente en la ingesta de maíz o arroz, puede provocar malnutrición. Esto puede deberse tanto a la falta de educación sobre una alimentación adecuada, como al hecho de tener solo una fuente de alimento disponible.
Se suele pensar en la malnutrición solo en términos de hambre, si bien la sobrealimentación es un factor que contribuye a ella también. En multitud de lugares del mundo existe un acceso a un superávit de comida no nutritiva, lo que se añade a estilos de vida sedentarios. Esto ha desembocado en una epidemia de obesidad. Y ello no solo en el mundo desarrollado, sino también en países en desarrollo que han visto crecer sus ingresos.

### Productividad agrícola
La escasez de alimentos puede estar causada por la falta de avances agrícolas como la rotación de cultivos, o la falta de tecnología o recursos necesarios para aumentar los rendimientos agrícolas que se encuentran en la agricultura moderna, como los fertilizantes del nitrógeno, los pesticidas o la irrigación. Como resultado de la pobreza generalizada, los agricultores no pueden asumir el coste de estas tecnologías ni sus gobiernos pueden suministrárselas. Esto hace que su producción agrícola sea baja, sus salarios escasos y los precios de los alimentos inasequibles.

### Amenazas futuras
Existen un número de potenciales amenazas a la oferta alimentaria global que podrían provocar el aumento generalizado de la malnutrición.
El cambio climático es de gran importancia para la seguridad alimentaria. De acuerdo a los últimos informes del IPCC, el incremento de la temperatura es "muy probable" en las zonas climáticas de los subtrópicos y de los trópicos, donde vive el 95 % de la población mundial. Incluso cambios muy leves en la temperatura pueden provocar incrementos en la frecuencia de cambios extremos de las condiciones climáticas. Estos tienen un impacto muy significativo en la producción agrícola y, por ende, en la nutrición. Incluso sin aumentos de los eventos climáticos extremos, un simple incremento de la temperatura reduce la productividad de multitud de variedades de cereal, disminuyendo al mismo tiempo la seguridad alimentaria en la región donde eso tiene lugar.
El problema de colapso de colonias es un fenómeno en el cual las abejas mueren en grandes números. Dado que hay multitud de cultivos en todo el mundo que son polinizados por abejas, esto representa una amenaza muy importante para la oferta de alimentos.
Una epidemia de óxido sobre el trigo causada por la cepa Ug99 se está desarrollando actualmente en toda África y Asia y, se teme, podría acabar con más del 80 % de los cultivos de trigo del mundo.

### Epigenética y malnutrición
La malnutrición no solo es el resultado de una ingesta inadecuada de alimentos, sino también de modificaciones epigenéticas que pueden alterar el metabolismo y la homeostasis energética a largo plazo. La epigenética estudia cambios en la expresión génica que no alteran la secuencia del ADN, como la metilación del ADN y modificaciones en histonas, los cuales pueden ser inducidos por deficiencias nutricionales durante períodos críticos del desarrollo.
- Hipótesis del fenotipo ahorrador: Estudios han demostrado que fetos expuestos a malnutrición intrauterina desarrollan adaptaciones metabólicas que favorecen la eficiencia en el uso de energía. Sin embargo, cuando estos individuos son expuestos a dietas hipercalóricas en la adultez, presentan un mayor riesgo de obesidad, resistencia a la insulina y enfermedades cardiovasculares.[41]
- Efectos transgeneracionales: La malnutrición materna puede inducir cambios epigenéticos en la descendencia, lo que se ha observado en estudios de hambrunas históricas como la "Hambre Holandesa de 1944". Los descendientes de personas expuestas a esta hambruna mostraron mayores tasas de enfermedades metabólicas, lo que sugiere que las alteraciones epigenéticas pueden ser heredables.[42]
- Nutrición y reversibilidad epigenética: Aunque los cambios epigenéticos pueden persistir durante la vida, investigaciones recientes sugieren que una nutrición adecuada puede revertir parcialmente algunas de estas modificaciones. Dietas ricas en folato, vitamina B12 y colina han demostrado influir en los patrones de metilación del ADN, ofreciendo potenciales estrategias para mitigar el impacto de la malnutrición temprana. [40]

## Epidemiología

Años de vida potencialmente perdidos para deficiencias de malnutrición por cada 100.000 habitantes en 2002. Entre las deficiencias nutricionales se encuentran: malnutrición de proteína, deficiencia de yodo, deficiencia de vitamina A y anemia ferropénica.
Sin datos
Menos de 150
150-300
300-450
450-600
600-750
750-900
900-1050
1050-1200
1200-1350
1350-1500
1500-1750
Más de 1750

En 2010, había 925 millones de personas malnutridas en el mundo, un incremento de 80 millones desde 1990, a pesar del hecho que el mundo produce suficiente comida para alimentar a todos los habitantes del planeta y podría alimentar el doble.
| Año                                         | 1990 | 1995 | 2005 | 2008 |
| ------------------------------------------- | ---- | ---- | ---- | ---- |
| Población malnutrida en el mundo (millones) | 843  | 788  | 848  | 923  |

| Año                                           | 1970 | 1980 | 1990 | 2005 | 2007 |
| --------------------------------------------- | ---- | ---- | ---- | ---- | ---- |
| Porcentaje de la población mundial malnutrida | 37 % | 28 % | 20 % | 16 % | 17 % |

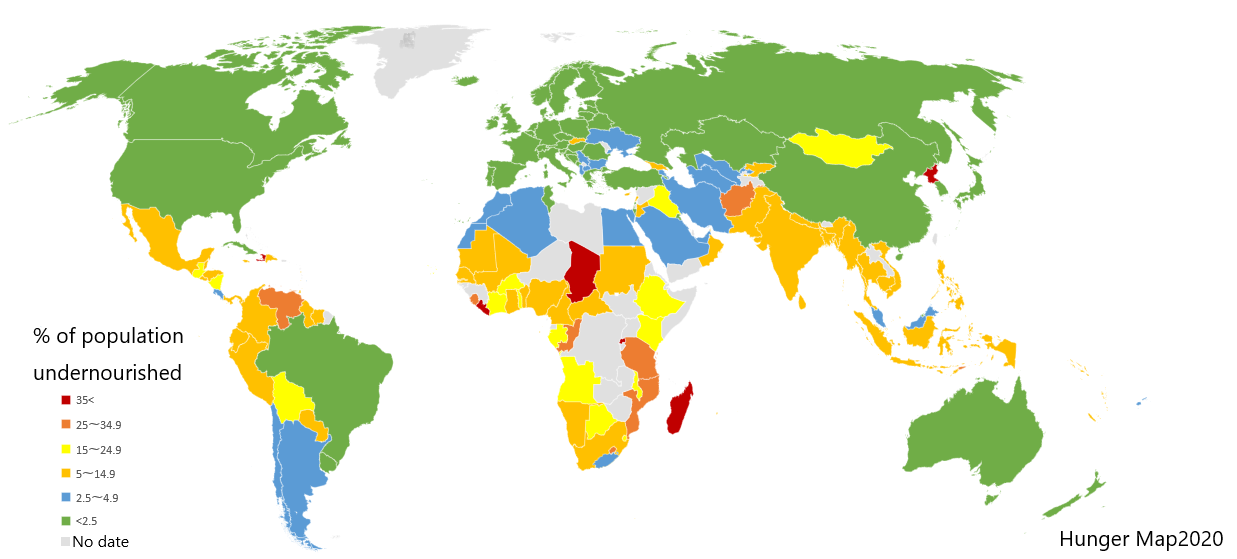
Porcentaje de la población afectado por la malnutrición por país, de acuerdo a estadísticas de las Naciones Unidas.

Número de personas malnutridas (millones) en 2001–2003, de acuerdo a la FAO, los siguientes países tenían 5 millones o más personas malnutridas:
| País                            | Número de malnutridos (millones) |
| ------------------------------- | -------------------------------- |
| India                           | 217.05                           |
| China                           | 154.0                            |
| Bangladés                       | 43.45                            |
| República Democrática del Congo | 37.0                             |
| Pakistán                        | 35.2                             |
| Etiopía                         | 31.5                             |
| Tanzania                        | 16.1                             |
| Filipinas                       | 15.2                             |
| Brasil                          | 14.4                             |
| Indonesia                       | 13.8                             |
| Vietnam                         | 13.8                             |
| Tailandia                       | 13.4                             |
| Nigeria                         | 11.5                             |
| Kenia                           | 9.7                              |
| Sudán                           | 8.8                              |
| Mozambique                      | 8.3                              |
| Corea del Norte                 | 7.9                              |
| Yemen                           | 7.1                              |
| Madagascar                      | 7.1                              |
| Colombia                        | 5.9                              |
| Zimbabue                        | 5.7                              |
| México                          | 5.1                              |
| Zambia                          | 5.1                              |
| Angola                          | 5.0                              |

Nota: esta tabla mide "malnutrición", tal y como es definida por la FAO, y representa el número de personas que consumen (de media para los años 2001 a 2003) menos de la cantidad mínima de alimentos que proporcionan energía (medidos en kilocalorías per cápita al día) necesaria para una persona media para tener un buen estado de salud y desarrollar actividad física ligera. Se trata de un indicador conservador que no tiene en cuenta las necesidades adicionales de las personas que llevan a cabo actividad física en el exterior, ni tampoco las variaciones estacionales en el consumo de alimento u otras fuentes de variabilidad como las diferencias entre individuos en las necesidades de energía.

## Sobrepeso y malnutrición
En el año 2006, el profesor Popkin en la Universidad de Carolina del Norte, dijo que actualmente hay más personas con sobrepeso que con desnutrición en el mundo. Dijo ante la Asociación Internacional de Economistas Agrícolas, que el número de personas con sobrepeso ha alcanzado el tope de 1000 millones de personas (de los cuales 300 millones son obesos), comparado con 800 millones malnutridos. Además, agregó que esta transición de un mundo hambriento a un mundo obeso se estaba acelerando.

### Organizaciones
- Acción Contra el Hambre
- Programa Mundial de Alimentos
- Organización para la Alimentación y la Agricultura